# Alvin Stöhr
Alvin Wilhelm Stöhr, född 26 maj 1874 i Köpenhamn, död 2 januari 1941 i Stockholm, var en svensk målare.
Han var son till köksmästaren Alvin Stöhr och gift med Karin Stöhr. Han kom i unga år till Stockholm och studerade då konst privat för Anders Zorn 1892-1893. Han reste 1893 till Amerika för att fortsätta sin utbildning vid olika konstskolor. Vid återkomsten till Europa 1897 bosatte han sig först i Finland där han fortsatte sina konststudier vid Finska Konstföreningens ritskola Ateneum i Helsingfors. Han bosatte sig slutligen 1931 i Stockholm. Han medverkade i Sveriges allmänna konstförenings utställningar på Konstakademien under 1930-talet. Hans konst består av porträtt, figurkompositioner om folklivet, blomsterstilleben och landskapsmotiv, först i pointillistisk stil och senare med kraftigare manér i koloristisk tradition.. 